# فینی
فینی شهری در شهرستان کوکا در استان بانوا در بورکینافاسوی غربی است و جمعیت آن ۳,۰۰۹ نفر است.